# 変装かくれんぼ ハイド&シーク
『変装かくれんぼ ～ハイド＆シーク～』（へんそうかくれんぼ ハイドアンドシーク）は、TBS系列で放送されていた特別番組。キャッチフレーズは“大人の本気かくれんぼ”。
第1回は『ハイドアンドシーク〜対戦型かくれんぼ〜』の名称で放送された。

## 概要
様々なショッピングモールやテーマパークを舞台に、かくれんぼをベースに繰り広げられるゲーム番組。芸能人達が隠れる側（変装）チームと見つける側（鬼）チームに分かれて行う対戦形式。通常のかくれんぼとは異なり、隠れる側が見つける側を倒しに向かうのが大きな特徴となっている。
番組メインテーマ曲は布袋寅泰の「TRICK ATTACK -Theme of Lupin the third-」。
第5回ではオーサカ=モノレールの番組オリジナルテーマ曲も使用されている。
第3回以降では事前に公開収録を告知しており、一般人でもエキストラとして参加出来るようになった。

## 放送日時
| 回 | 放送年月日    | 放送時間（JST）   | 舞台 | 変装芸能人（ハイド）                                                                   | プレイヤー（シーク） |
| -- | ------------- | ----------------- | --- | -------------------------------------------------------------------------------------- | -------------------- |
| 1  | 2018年12月8日 | 土曜14:00 - 14:54 | トレッサ横浜 （第1回は南棟1F - 3F、第2回は南棟1F - 2F） | 8人                                                                                    | 8人                  |
| 2  | 2019年4月27日 | 土曜14:00 - 14:54 | トレッサ横浜 （第1回は南棟1F - 3F、第2回は南棟1F - 2F） | 10人+追加1人                                                                           | 5人                  |
| 3  | 2019年10月5日 | 土曜20:00 - 21:54 | 横浜・八景島シーパラダイス 第1ステージ ふれあいラグーン 第2ステージ ふれあいラグーンを除く全域 | 第1ステージ 4人 第2ステージ 26人                                                       | 15人                 |
| 4  | 2020年1月31日 | 金曜19:00 - 20:57 | 第1ステージ 東京ドームシティアトラクションズ スプラッシュガーデンゾーン パラシュートゾーン バイキングゾーン 第2ステージ 東京ドームシティアトラクションズ ラクーアゾーン ファイナルステージ シャルマンシーナ東京（結婚式場） | 第1ステージ 8組9人 第2ステージ 13組14人 ファイナルステージ 4人                         | 15人+復活1人         |
| 5  | 2020年3月20日 | 金曜19:00 - 20:57 | 第1ステージ 富士急行線（下吉田駅～富士急ハイランド駅間）の電車内⇒富士急ハイランド メルヘンゾーン(リサとガスパールタウン) 第2ステージ 富士急ハイランド 絶叫ゾーン(園内)                                                      | 第1ステージ 8組9人 第2ステージ 15人+追加3人 THEシークレット 1人 その他（本戦以外） 2人 | 16人+復活1人         |

## ルール
- 隠れる側となる「変装芸能人（ハイド）」は事前打ち合わせで自らが考案した「絶対にバレない変装」で変装・特殊メイクを施し、エリア内の一般客や背景・設置物などに潜伏する。
- 鬼となる「プレイヤー（シーク）」は全身黒色の衣装に番組専用の炭酸ガス装置を装着し、番組仕様の自撮り棒を持ちカメラ撮影[1] しながらエリア内を捜索。参考として腕にはスマートフォンが取り付けられており、変装芸能人の面々の宣材写真（変装前の姿）を見ながら捜索できる。また、第2回以降ではワイヤレスヘッドセットを使い他のプレイヤーとの通話も可能。
- プレイヤーは変装芸能人と疑わしき人物を見つけた場合はカメラでその人物の顔を映し「見～つけた」と宣言[2]。変装芸能人であれば「参りました」など自分が変装芸能人であることを宣言し、その変装芸能人は脱落。ただし、一般客やエキストラ、普通の設置物など、変装芸能人ではなかった場合はお手付きとなる。お手付きを3回（第2回までは2回）行うとその時点でプレイヤーは脱落[3]。お手付きはステージ全体で累積する。
- また、プレイヤーの背中には大きな赤いボタンが付けられたリュックを背負っており、隙をうかがって変装芸能人がプレイヤーの背中のボタンを押すことができればプレイヤーの顔にガスが噴射。そのプレイヤーは脱落[4]。
- プレイヤーが移動の際にボタンが壁や地面に接触してしまった時などアクシデントで炭酸ガスが噴射した場合は特例によりセーフになる。
- 変装芸能人は作戦としてエキストラや似たような影武者を利用することも可能だが、ボタンを押すことができるのは変装芸能人本人のみ。
- 設置物（ゴミ箱や着ぐるみ人形など中に入って全身を隠す物）に変装する場合は中に入ったままボタンを押さなければならないため、手を伸ばせる穴を作ったり設置物ごと運んで移動できたりなどボタンを押せる仕組みに施した物を番組が製作している。
- 第2回からは随時エリア内に館内（場内）放送が流れ、変装芸能人が潜むスペシャルイベントの開催や追加の情報がアナウンスされる。スペシャルイベントには変装芸能人が数人潜んでいることもあり、勝利の為にはリスクを冒してイベントを見学することも必要となる。
- これを繰り返し相手側を全滅させることができれば勝利。時間制限がある場合、ゲーム終了まで1人でも変装芸能人が生き残った場合は変装芸能人側の勝利となる。

特別ルール
第1回
- 制限時間は無く、どちらかの陣営が全滅するまでゲームは行われる。

第2回
- 残り1時間の段階でシーク側に指令が発動。ここから15分以内にハイドを3人見つけられなかった場合、残り45分に新たなハイドが1人追加される。
- 制限時間2時間以内にシーク側がハイド全員を見つけ出すことができれば賞金100万円獲得。

第3回
- まずは1人ずつ第1ステージに挑戦。3分以内に石田ファミリー（石田純一・東尾理子・東尾修・すみれ）のうち1人でも発見できればクリア。時間内に見つけられないか背中のボタンを押されたら脱落。
- 第2ステージでは生き残ったプレイヤーで八景島シーパラダイス全域に隠れた変装芸能人26人を探す。制限時間2時間以内にプレイヤー側が変装芸能人全員を見つけ出すことができれば賞金1000万円獲得。

第4回
- 第2ステージ内で「リベンジステージ」を実施。第1ステージで脱落したプレイヤー同士でじゃんけんを行い、勝ち上がった1人が第2ステージから再び参加できる。また、ファイナルステージでは変装芸能人一覧に掲載されない「大物芸能人（シークレット）」も登場する。
- 各ステージ時間制限は無く、どちらかの陣営が全滅するまでゲームは行われる。全3ステージ全ての変装芸能人を見つけ出すことができれば賞金300万円獲得。

第5回
- 変装芸能人側に新たに「THEシークレット」が参戦。プレイヤー側にも誰なのかは知らされず第1ステージから参戦するが、第1ステージ内で見つけられなくてもOK。ただし、発見できなかった場合は第2ステージにも出現する。
- 第2ステージ残り1時間でここまでに脱落したプレイヤー全員が「復活ステージ」に挑戦。プレイヤー達はボタンを背負わないためリスク無しに捜索できる。豆絞り姿の地元住民100人の中から本物の上島竜兵をいち早く見つけた1人だけが復活できる。
- 第2ステージ途中（復活ステージの後）にて生存しているプレイヤーのうち高飛車の前に集まった先着4名が「10分間変装芸能人に押されない『無敵ボタン（黄色のボタンカバー）』」を獲得できるチャレンジに挑戦。高飛車に乗りながら地上にいるダンディ坂野の衣装を着た5人の男性の中から本物のダンディ坂野を当てたプレイヤー全員が無敵ボタンを獲得できる。
- 無敵ボタン発動と同時に指令も発動。ここから10分以内（無敵ボタンの効果が切れるまで）に変装芸能人を3人見つけられなかった場合、新たに「モノマネ変装芸能人」が3人追加される。「モノマネ変装芸能人」は有名人のモノマネをしながらプレイヤーのボタンを狙う。
- 第1ステージ（制限時間は下吉田駅～富士急ハイランド駅間+富士急ハイランドに着いてから1時間）・第2ステージ（制限時間2時間）にてプレイヤー側が「THEシークレット」を含む全ての変装芸能人を見つけ出すことができれば賞金300万円獲得。

## 出演者
第1回
| チームハイド - 井上裕介（NON STYLE）（変装:女性フードコートスタッフ） - 飯伏幸太（変装:マネキン） - 木下ほうか（変装:家族連れの父親） - 鈴木奈々（変装:男子高校生） - 塚田僚一（A.B.C-Z）（変装:清掃員） - 徳井健太（平成ノブシコブシ）（変装:老人） - ひょっこりはん（変装:行列に並ぶ男性） - 丸山桂里奈（変装:子連れママ） | チームシーク - 石田明（NON STYLE） - 岡田結実 - 荻野由佳（NGT48） - 菊地亜美 - 具志堅用高 - ナジャ・グランディーバ - みちょぱ - 吉村崇（平成ノブシコブシ） |

第2回
| チームハイド - 朝比奈彩（変装:男子高校生） - 伊藤一朗（Every Little Thing）（変装:観葉植物） - 大林素子（変装:老婆） - 木下ほうか（変装:仮面女子のファン） - 熊田曜子（変装:子持ちママ） - 小宮浩信（三四郎）（変装:ハワイアンカフェの店員） - 塚田僚一（A.B.C-Z）（変装:収集されたゴミ袋の中のゴミ） - 原田龍二（変装:仮面女子ライブの警備員） - 福島善成（ガリットチュウ）（変装:サブカメラマン） - ゆりやんレトリィバァ（変装:仮面女子のメンバー） 追加ハイド - スギちゃん（変装:中国人観光客） | チームシーク - 朝日奈央 - 井戸田潤（スピードワゴン） - 小倉優香 - DJ KOO - 濱口優（よゐこ） |

また、エリア内ではシークを惑わすイベントとして仮面女子のスペシャルライブも行われた。
第3回
| 変装芸能人 第1ステージ - 石田純一（変装:観光客のおばさん） - すみれ（変装:レゲエ好きの外国人） - 東尾修（変装:男子高校生） - 東尾理子（変装:飼育員） 第2ステージ - 青木愛（変装:イルカのインストラクター） - 伊藤一朗（Every Little Thing）（変装:藤崎とのカップル） - 大鶴義丹（変装:シングルファザー） - 小沢仁志（変装:ピエロ） - 狩野英孝（変装:スキンヘッドのヤンチャ風男） - 菅良太郎（パンサー）（変装:ゴミ箱） - 菊地亜美（変装:暗い室内の闇に同化） - 草薙航基（宮下草薙）（変装:シロイルカの人形） - ラスボス くっきー!（野性爆弾）（変装:シーパラシー太くん） - 桜井日奈子（変装:マラソン団体の女性） - 庄司智春（品川庄司）（変装:外国人YouTuber） - スギちゃん（変装:修学旅行に来ている担任） - 武尊（変装:男子高校生） - 塚田僚一（A.B.C-Z）（変装:飼育員） - 藤崎奈々子（変装:伊藤とのカップル） - 永野（変装:渡部陽一風カメラマン） - 夏菜（変装:おばあちゃん） - 西岡徳馬（変装:BBQ中の酔っ払いおじさん） - 長谷川初範（変装:アップアップガールズ（仮）のファン） - 原田龍二（変装:お土産のディスプレイ） - 彦摩呂（変装:BBQ中のおばさん） - まひる（ガンバレルーヤ）（変装:アップアップガールズ（仮）のメンバー） - 本仮屋ユイカ（変装:男性警備員） - ゆきぽよ（変装:田舎の修学旅行生） - よしこ（ガンバレルーヤ）（変装:売り子） - 遼河はるひ（変装:お土産屋の男性店員） | プレイヤー - 朝日奈央 - 井戸田潤（スピードワゴン） - 尾形貴弘（パンサー） - 小倉優香 - 小倉優子 - 髙地優吾（SixTONES） - 鈴木奈々 - 中井りか（NGT48） - 中岡創一（ロッチ） - 濱田龍臣 - 魔裟斗 - 宮川大輔 - 目黒蓮（Snow Man） - レッド吉田（TIM） - ンダホ（フィッシャーズ） |

また、エリア内ではプレイヤーを惑わすイベントとして第2ステージでイルカショー、アップアップガールズ（仮）のスペシャルライブ、イルカプールガイドツアーも行われた。
第4回
| 変装芸能人 第1ステージ - 安藤なつ（メイプル超合金）（変装:ゲームセンターの客） - 池乃めだか（変装:小学生の女子） - 川村エミコ（たんぽぽ）（変装:美人OL） - 小島よしお（変装:清掃員） - 白鳥久美子（たんぽぽ）（変装:カステラ屋の可愛い店員） - 杉浦太陽&辻希美（変装:ゴミ箱） - 塚田僚一（A.B.C-Z）（変装:オーストラリア人のパパ） - 猫ひろし（変装:小学生の男子） 第2ステージ - 井上咲楽&加藤諒 （変装:マネキン） - 上島竜兵（ダチョウ倶楽部）（変装:おばさん） - 小沢仁志 （変装:コウメ太夫風チンドン屋) - 小沢真珠 （変装:怨霊座敷内のろう人形） - 菊地亜美 （変装:怨霊座敷内の布団） - 栗原類 （変装:おじいさん） - 黒沢かずこ（森三中）（変装:行列に並ぶおばさん） - 釈由美子 （変装:パンクバンドライブの男性観客） - 庄司智春（品川庄司）（変装:桜の木） - 中田喜子（変装:清掃員） - 原田龍二（変装:ベビーカー） - ハリウッドザコシショウ （変装:家族連れの父親） - 藤田ニコル（変装:男子高校生） ファイナルステージ - くっきー!（野性爆弾）（変装:ブーケ） - 小手伸也（変装:番組カメラマン） - 小林幸子（大物芸能人）（変装:余興でバブリーダンスを踊る友人） - ゆりやんレトリィバァ（変装:フルーツ盛りの中） | プレイヤー - 有野晋哉（よゐこ） - 小宮浩信（三四郎） - サンシャイン池崎 - 塩野瑛久 - 高田秋 - 谷まりあ - デヴィ・スカルノ - 中井りか（NGT48） - 長尾謙杜（なにわ男子） - 西山茉希 - 濱口優（よゐこ） - フワちゃん - 魔裟斗 - 道枝駿佑（なにわ男子） - 宮川大輔 |

また、エリア内ではプレイヤーを惑わすイベントとして第1ステージでコロコロコミック主催のベイブレード大会、第2ステージで「怨霊座敷」でのスペシャルイベントとBLAZE OF DESTROYによるパンクバンドライブ、ファイナルステージで友人の余興としてバブリーダンスが行われた。
第5回
| 変装芸能人 第1ステージ - 安藤なつ（メイプル超合金）（変装:力士） - 井上咲楽&加藤諒（変装:眉毛の細い子ども2人組） - 小沢真珠（変装:お土産屋さんの年配店員） - 小島よしお（変装:メリーゴーラウンド内のピエロ） - 土屋アンナ（変装:土木作業員） - とにかく明るい安村（変装:銅像） - 永野（変装:家族連れのパパ） - 六平直政（変装:電車の乗務員） 第2ステージ - 安藤美姫（変装:スケート場の従業員） - 小沢仁志（変装:雪だるまの人形） - 久保田かずのぶ（とろサーモン）（変装:ゴミ箱のゴミ） - 河本準一（次長課長）（変装:子ども用の乗り物） - スギちゃん（変装:キング・オブ・コースターFUJIYAMAに乗り続ける客） - 関根勤（変装:観光客のおばさん） - たかし（トレンディエンジェル）（変装:ラブラブカップルの男性） - 塚田僚一（A.B.C-Z）（変装:身長制限の看板） - 原田龍二（変装:3D仮面を被った家族連れの父親） - ハリウッドザコシショウ（変装:富士急ハイランドの従業員） - バービー（フォーリンラブ）（変装:絶凶・戦慄迷宮のお化け役の従業員） - 平野ノラ（変装:イケイケな彼氏） - 山崎静代（南海キャンディーズ）（変装:絶凶・戦慄迷宮内のずた袋） - 山下真司（変装:おじいさん） - ゆきぽよ（変装:後ろ前が反対の人間） モノマネ変装芸能人 - 沙羅（変装:広末涼子のマネをする子連れママ） - 山本高広（変装:昴生（ミキ）のマネをするFUJIYAMAの従業員） - ホリ（変装:大竹一樹（さまぁ〜ず）のマネをする清掃スタッフ） 復活ステージ - 上島竜兵（ダチョウ倶楽部）（変装:豆絞り姿） 無敵ボタン獲得チャレンジ - ダンディ坂野 THEシークレット - 峯岸みなみ（AKB48）（変装:偽プレイヤー） | プレイヤー - 朝日奈央 - あばれる君 - 池田美優（みちょぱ） - 井戸田潤（スピードワゴン） - 織田信成 - 小瀧望（ジャニーズWEST） - 武井壮 - 中間淳太（ジャニーズWEST） - 那須川天心 - フワちゃん - 魔裟斗 - 松本穂香 - 的場浩司 - 宮川大輔 - 守屋茜（欅坂46） - りんごちゃん |

また、エリア内ではプレイヤーを惑わすイベントとして第2ステージでDJハイランダーによるDJライブと「絶凶・戦慄迷宮」でのスペシャルイベントが行われた。
なお、今回は新型コロナウイルスの影響を考慮して2月17日に収録されたとテロップ表記されている。

## スタッフ
2020年3月20日放送分
- テーマ曲：オーサカ=モノレール
- ナレーター：立木文彦（第1～3回､第5回）、石川怜奈（第2回～）
- 構成：鈴木雅貴、酒井健作、安田聡太
- カメラ：壇亮、才沢誠二、浦谷清嗣
- VE：上竹大介
- 音声：幸田徹
- EED：小川琢磨
- MA：鈴木久美子
- 音響効果：飯塚優也
- CG：Global Japan Corpration
- 美術プロデューサー：吉良久仁子
- アートコーディネーター：鈴木真吾
- 特殊メイク：自由廊
- メイク：TATSU、KENJI、変身サロン、TAKUMI JUN Make-up Salon、ZOOM
- 特殊効果：倉谷美奈絵
- 車両：田中龍一
- 撮影協力：富士急ハイランド、富士急行
- 協力：エスパシオ、casinodrive、Eno STUDIO、BONX、東京オフラインセンター、TGC商会、ブレイズ、東京エキストラNOTES、Insta 360 JAPAN、トループ
- エキストラ：飛岡秀行
- ロケ運営：田口新太郎
- 編成：加藤丈博
- 宣伝：松田紗仁子
- AP：近藤未来
- AD：村田穂乃香
- ディレクター：渡辺恭三、永井洋之、小倉大輔、三宅佑治、大須賀良、山崎恵弘、蔡理皓、開発太志、高瀬康宏、入口拓矢
- 演出：鈴木一休
- プロデューサー：加藤大、三井静香、村山学、嶋田哲治
- 製作：FCC、TBS

### 過去のスタッフ
- ナレーション：上出彩（第3回）、玄田哲章（第4回）
- 構成：前田弘人
- EED：吉田裕樹
- MA：足達健太郎、吉田肇
- 音響効果：矢部公英
- CG：森三平
- 車両：ビューイック
- AD：安井真都加
- ディレクター：塩田康一、三上昭人、金只和史、鈴木圭介